# Svartbrynad albatross
Svartbrynad albatross (Thalassarche melanophris) är en fågel i familjen albatrosser. Den häckar på öar på Södra halvklotet. Arten är den i Europa oftast förekommande, bland annat med fyra fynd i Sverige.

## Utseende och fältkännetecken
Svartbrynad albatross är en medelstor albatross, med ett vingspann på 200–235, det vill säga som en knölsvan, och en längd på 80–90 cm. Den väger i genomsnitt 2,9–4,7 kg. Ovansidan av vingarna är svartgrå som kontrasterar mot den vita kroppen. Vingundersidan är vit med en tydlig och kraftig svart inramning. Stjärten är mörk medan övergumpen är vit. Den har ett mörkt kort ögonbrynsstreck. Näbben på adulta individer är ljust orange med en mörkare rödorange näbbspets och fötterna är köttfärgade. Juvenilen har en mörkt hornfärgad näbb med mörk näbbspets. I övrigt har den grått huvud och halsboa, och vingundersidan är mörk. Svartbrynad albatross påminner om gråhuvad albatross (Thalassarche chrysostoma) men den senare har som adult en mörk näbb och mörkare huvud.

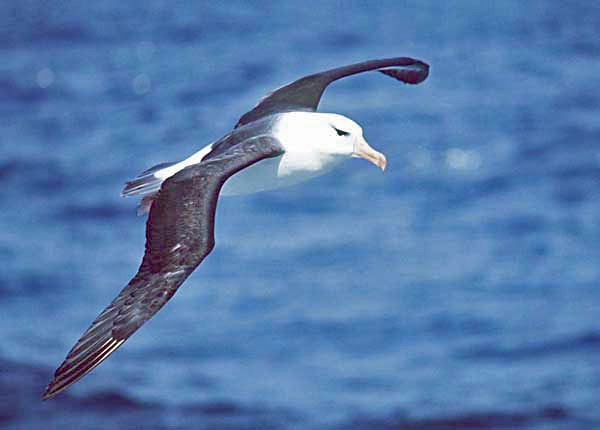

Underarten impavida, tidigare urskild som egna arten "camnpbellalbatross" skiljer sig med mer utbrett ögonbrynsstreck, ljust öga och mer svart på undersidan av vingen.

### Läte
Svartbrynade albatrossen yttrar både kväkande och ylande läten, de senare ofta i flykten. Skillnader mellan svartbrynade albatrossen och närbesläktade campbellalbatrossen har rapporterats men inte studerats i detalj.

## Utbredning och systematik

Utbredning

Svartbrynad albatross delas in i två underarter. Nominatformen, kallad vanlig svartbrynad albatross förekommer cirkumpolärt i haven på södra halvklotet och häckar på tolv öar. I Sydatlanten häckar den på Falklandsöarna, Islas Diego Ramírez och Sydgeorgien. I Stilla havet häckar den på Islas Ildefonso, Diego De Almagro och Isla Evangelistas utanför Chile samt i Antipodöarna, Snareöarna och på Macquarieön utanför Nya Zeeland. I Indiska oceanen häckar den på Crozetöarna, Kerguelen och på Heard- och McDonaldöarna.
Underarten impavida, "campbellalbatross", har ett mycket mer begränsat utbredningsområde, häckande i Campbellöarna utanför Nya Zeeland, där på huvudön Campbell Ialand och på det lilla intilliggande skärer Jeanette Marie.
Den svartbrynade albatrossen föredrar att födosöka vid Kontinentalsocklar och vid kanten mot kontinentalbranter. Populationen på Falklandsöarna övervintrar vid den Patagoniska kontinentalsockeln medan den sydgeorgiska populationen födosöker i vattnen utanför Sydafrika och utnyttjar då den näringsrika Benguelaströmmen. Den chilenska populationen födosöker över de patagoniska- och chielenska kontinentalsocklarna, och kan uppträda så långt bort som Nya Zeeland. 
Svartbrynad albatross är den albatross som har störst sannolikhet att uppträda i Nordatlanten på grund av dess benägenhet att genomföra nordliga förflyttningar. Arten har observerats över ett 60-tal tillfällen i vattnen kring Europa och ett 20-tal tillfällen i kontinentala USA.

### Förekomst i Storbritannien
På norra halvklotet är det i vattnen och utmed kusterna av Storbritannien som svartbrynad albatross har observerats flest gånger. Fram till och med 2001 hade ett 30-tal observationer gjorts. Huruvida det gäller samma individ eller individer vid olika år är dock svårt att veta. I norra Storbritannien har det även förekommit att svartbrynad albatross sommartid återkommande har vistats i havssulekolonier. Detta är ett mycket sällsynt fenomen men dessa albatrosser har fått det folkliga namnet "sulekung". Det första beskrivna fallet för vetenskapen var den svartbrynade albatross som under 34 år levde på Färöarnas fågelberg tills den sköts 1894.
På senare år har svartbrynad albatross observerats sommartid vid havssulekolonier vid Bass Rock, Hermaness och Sula Sgeir. Man tror att det kan röra sig om samma individ, varför ornitologer döpt den till Albert. Den tros ha flugit ur kurs till Nordatlanten för över 40 år sedan och dess ålder uppskattas vara mer än 47 år.

### Förekomst i Sverige
Fyra individer av svartbrynad albatross anses ha observerats i Sverige:>
- en ungfågel 19–20 maj 2001 mellan Hovs Hallar och Mellbystrand i Skåne och Halland; troligen samma individ 15/5 2004 i Laholmsbukten
- en adult 25/5 2014 söder om Måseskär i Bohuslän
- en ungfågel vid tre tillfällen 11/9–1/10 2016 på flera platser i Bohuslän samt oktober 2017 på Ramsvikslandet i Bohuslän och mellan Kullaberg och Skälderviken i Skåne
- en ungfågel 21/4 2021 från Hönö i Bohuslän samt 25/4 i Malmö

En observation av svartbrynad albatross från 1990 visade sig ha skett utanför svenskt territorialvatten.

## Systematik
Det har varit omdiskuterat huruvida underarten impavida utgör en egen art eller ej. Sedan 2025 inkluderas den i världslistan AviList. Även om de kan skiljas åt i ögonfärg och i mitokondrie-DNA verkar den samhäcka med nominatformen av svartbrynad albatross i Campbellöarna.

## Ekologi

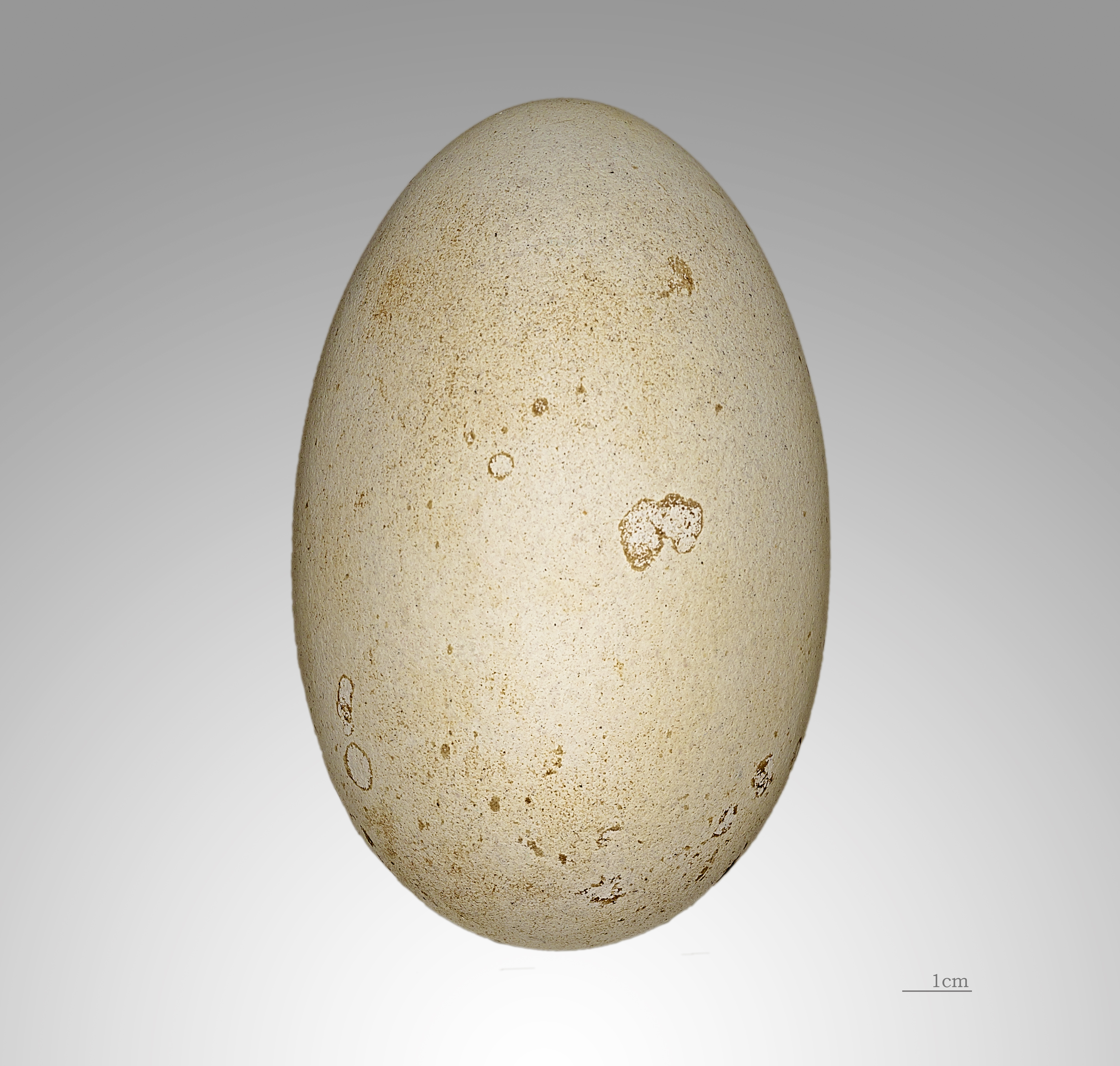
Ägg av svartbrynad albatross.

### Biotop och häckning
Den häckar i kolonier där de mycket högljutt markerar sitt revir. Dessa kolonier är oftast placerade på branta sluttningar med grästuvor och ibland på klippor. På Falklandsöarna häckar de dock på plan gräsmark vid kusten. Inför häckningen genomför de parningsritualer. De häckar varje år och lägger då ett ägg under perioden 20 september och 1 november, men på Falklandsöarna, Crozetöarna och Kerguelen påbörjas häckningen ungefär tre veckor tidigare. Föräldrarna ruvar på ägget under 68 till 71 dagar. Efter att ägget kläckts tar det 120 till 130 dagar innan ungen är flygg. Juvenilerna återvänder till kolonin efter två till tre år men bara för att öva sig på parningsritualer men de börjar inte häcka förrän de är tio år.

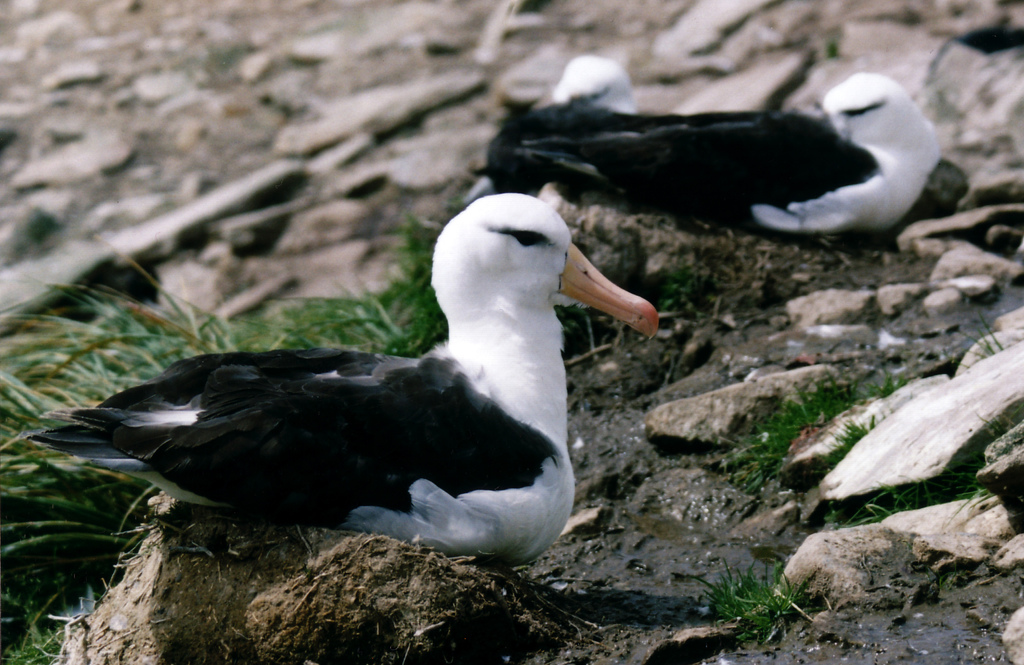

### Föda
Svartbrynad albatross lever av fisk, bläckfisk, kräftdjur, as och fiskavfall. Det finns observationer av kleptoparasitism, vilket innebär att den stjäl föda ifrån andra havsfåglar.

## Status
Den globala populationen uppskattades 2014 till cirka 700 000 häckande par. Av dessa häckar merparten, 475 500–535 000 par, i Falklandsöarna. Utanför Chile häckade 55 000 par på Diego Ramirez 2003, 58 000 par på Islas Ildefonso 2012. samt 15 500 par på Diego de Almagro 2002 Om populationen på Sydgeorgien avtar i samma takt som den på Bird Island antas den ha minskat till 56 000 par 2012. På övriga öar beräknas sammanlagt 5 800 par förekomma. 
Tidigare ansågs den svartbrynade albatrossen vara mer hotad. Populationen på Falklandsöarna har ökat under 2000-talet, möjligen sedan 1980-talet. Trots detta anser IUCN att det råder stor osäkerhet. Med tanke på att fågeln dessutom fortfarande faller offer för trålning och långrev i södra Atlanten kategoriserade IUCN arten som nära hotad från 2013 tills ytterligare data bekräftar dess förmodade återhämtning. 2017 nedgraderades den till livskraftig.
IUCN bedömer dock hotstatus för underarten impavida separat. Den kategoriseras som sårbar med tanke på att den häckar i stort sett enbart på en enda ö. Mellan 1970- och 1980-talen minskade arten kraftigt i antal, men verkar nu öka igen. Världspopulationen uppskattas till mellan 19 000 och 26 000 häckande par.